# Nerea Torres
Nerea Torres Egüén (Madrid, abril de 1972) es una directiva y consejera española vinculada al ámbito de la empresa tecnológica y la logística así como al fomento del Buen Gobierno Corporativo, la competitividad, la excelencia y la diversidad. Es CEO de Vanderlande Logistics España (Grupo Toyota). Presidenta Fundadora de EJE&CON, la Asociación Española de Ejecutiv@s y Consejer@s desde su creación en 2015 y hasta 2022, llevando a término su mandato y cumpliendo con las reglas de Buen Gobierno Corporativo que se marcaron en los estatutos asociativos. Miembro del patronato de la Fundación Másfamilia y de su Junta Directiva y consejera de STANPA, CEOE, G20Empower y FELOG (Foro de Expertos en Logística). 

## Formación
Torres es licenciada en Derecho por la Universidad Autónoma de Madrid y ha realizado diversos másteres y programas, como el programa en Derecho Internacional y Derechos Humanos (Lund Universitet, Suecia). Continuó formándose cursando el máster de excelencia en la Gestión de Universidad CEU San Pablo en 1998 – 1999 y el MBA máster para Desarrollo de Directivos de la Universidad de Alcalá en 2002–2003, ambos en Madrid. 
Posteriormente, ampliando sus horizontes, realizó el Advanced Management Course (AMC), Programa Internacional Corporativo para talentos (Siemens Leadership Excellence University, Siemens AG), de la Universidad Siemens Feldafing (Alemania) en 2007–2008. 
En el curso 2013-2014, siguió el Programa de Buen Gobierno de las Sociedades del Instituto de Consejeros Administradores (IC-A) y fue seleccionada para participar en la primera edición del programa Promociona (Programa Ejecutivo de Mujeres en la Alta Dirección ESADE – CEOE), desarrollado por ESADE, IM y CEOE.
En los últimos años ha cursado diversos programas ejecutivos con el objetivo de fortalecer aún más y actualizar su perfil directivo en el ámbito de la innovación, la sostenibilidad y la transformación digital. Entre ellos destacan el Programa de Alta Dirección en Digital Business (PADDB) de The Valley Digital Business School y el programa directivo de Inteligencia Artificial en los Negocios de ESADE Business School, ambos orientados a liderar procesos de cambio tecnológico y a integrar soluciones digitales avanzadas en la estrategia empresarial. Asimismo, ha completado el programa ESG para Consejos de Administración en ESADE, centrado en la incorporación de criterios ambientales, sociales y de gobernanza en la toma de decisiones corporativa.

## Trayectoria
Torres comenzó su carrera profesional en el sector de las telecomunicaciones en el departamento de calidad en Airtel, posteriormente Vodafone, en 1997. Al año siguiente, en 1998, inició su trayectoria dentro del Grupo Siemens donde desempeñó puestos de responsabilidad en la dirección de las áreas de Calidad, Marketing, Gabinete de Presidencia, Excelencia, Sostenibilidad y Responsabilidad Social Corporativa (RSC). En 2007 viró hacia la gestión empresarial como Directora de Negocio del ITS (Intelligent Traffic Solutions), Directora de Negocio de IL (Infrastructure Logistics), y Directora de Negocio de LAS (Logistics and Airport Solutions). En 2012 fue nombrada Directiva de negocios de Tráfico, Aeropuertos e Infraestructuras Logísticas en Siemens S.A. En 2013 fue nombrada presidenta del consejo de administración y consejera delegada (CEO) de Siemens Postal Parcel and Airport Logistics (Siemens PPAL España), compañía multinacional filial de SPPAL GmbH y perteneciente a Siemens Holding.
Fue Vicepresidenta Ejecutiva del Club Excelencia en Gestión (CEG) entre 2001 y 2007 durante las Presidencias de Ana Patricia Botín y Juan Antonio Zufiría, y miembro del Consejo Asesor de la Cátedra de Responsabilidad Corporativa de la Universidad de Alcalá (Madrid). Desde 2016 y hasta 2019 fue miembro del Consejo de Administración de EFQM, organización internacional con sede en Bruselas que promueve la Excelencia y Competitividad a nivel global, expandiéndose a escala mundial tras los resultados iniciados en su fase inicial en Europa.. Fue miembro de la Junta Directiva de UNO (patronal de la logística), de la Patronal de las empresas Tecnológicas y DigitalEs (DigitalES), miembro del Comité Digital y del Comité de Logística de la CEOE, así como del Comité Digital del Círculo de Empresarios, de la Junta Directiva de la Confederación Española de Organizaciones Empresariales (CEOE) y del Consejo Asesor de SNGULAR (multinacional española cotizada en el BME Growth dedicada al desarrollo de soluciones de software).
Es miembro del Instituto de Consejeros Administradores donde fue certificada en el Programa de Buen Gobierno Corporativo del IC-A cualificándola como Consejera Independiente.  Desde noviembre de 2019 es miembro del Consejo Asesor de STANPA (entidad que aglutina a las empresas del sector de la perfumería y la cosmética) para fomentar la innovación de esta industria en materia de bienestar, diversidad y sostenibilidad . 

## Compromiso
Torres ha concentrado sus esfuerzos en potenciar el Buen Gobierno Corportativo, la innovación, la excelencia, la competitividad y en fomentar la diversidad y el acceso de las mujeres a puestos de Alta Dirección y Consejos de Administración. Participa en numerosos congresos, encuentros, conferencias, etc. y colabora con organizaciones como Womenalia, Mujeres&Cia, Club Excelencia en Gestión (CEG) o ThinkingHeads.
Presidenta Fundadora de EJE&CON (Asociación Española de Ejecutiv@s y Consejer@s) desde su constitución en 2015 por el grupo de directivas en cargos de alta dirección que realizó el programa Promociona, promovido por el Ministerio de Sanidad, Servicios Sociales e Igualdad, la patronal española CEOE y la Embajada de Noruega. Participaron 40 directivas españolas, principalmente licenciadas en Económicas y Empresariales, en Derecho y en distintas ingenierías.
Como presidenta de EJE&CON firmó convenios con diversas entidades y organizaciones como la CEOE, Fundación Máshumano o la Real Sociedad Matemática Española (RSME) para fomentar el acceso y la promoción de las mujeres a cargos directivos y puestos de responsabilidad, demostrando el talento, la valía, la creatividad y la plusvalía supone a las empresas. Realiza una constante labor de información para romper los estereotipos sociales y para reducir la brecha de género existente en ámbitos aun masculinizados como los consejos de administración de las empresas o las tecnologías. En junio de 2022 cesó en su posición de Presidenta de EJE&CON, cumpliendo con el mandato máximo establecido en estatutos para promover la rotación de las posiciones ejecutivas en la asociación y ser referente de Buen Gobierno Corporativo.
También entre sus logros se encuentra la creación de los “Premios EJE&CON al #TalentoSinGénero” y al #TalentoSinGeneración", cuya primera edición se celebró en 2017 y se han convertido en premios de referencia en su ámbito. Impulsora del talento, ha participado de forma continua como mentora en el “Programa Consejer@s de EJE&CON”, en el programa “Women to Watch” de PriceWaterhouseCoopers (PwC) y en Siemens Logistics para mentees internacionales.

## Reconocimientos
Torres se marcó como objetivo que su trabajo en Siemens Logistics (previamente Siemens PPAL) contribuyera al crecimiento del país aportando soluciones tecnológicas y servicios de alta cualificación. Esta labor  ha cristalizado en prestigiosos reconocimientos nacionales e internacionales para la empresa por su innovación vanguardista en sistemas de gestión. Entre los galardones recibidos por Nerea Torres destacan:
- Premios Nacionales Vivofácil 2025 (Primer Premio-Categoría Profesional).[32]
- Premio DUX 2024 al Compromiso e Impacto Social.[33]
- Premio a la Trayectoria Empresarial 2023 otorgado por WE.[34]
- Las 500 Mujeres más Influyentes de España. Yo Dona (Unidad Editorial). Desde 2019 aparece en esta lista de manera ininterrumpida, encontrándose en la categoría Directivas y constando como una de las 20 mujeres tecnológicas de referencia en el país.
- Protagonistas del Año. Banco Santander, 2019 [35]
- Premio Cien a la belleza "Inteligente", 2019
- Premio Ejecutivos. En la categoría Logística. PwC, 2017
- Premio a la Mujer Directiva 2016. Madrid Woman’s Week, 2016
- Top 100 de las mujeres líderes en España. Mujeres & Cía, 2015
- Premio SIEMENS PPAL a la empresa mejor gestionada, 2015